# Kuciînivka, Snovsk
Kuciînivka (în ucraineană Кучинівка) este o comună în raionul Snovsk, regiunea Cernihiv, Ucraina, formată numai din satul de reședință.

## Demografie
Componența lingvistică a comunei Kuciînivka
     Ucraineană (98,83%)
     Rusă (1,11%)
     Alte limbi (0,06%)
Conform recensământului din 2001, majoritatea populației comunei Kuciînivka era vorbitoare de ucraineană (98,83%), existând în minoritate și vorbitori de rusă (1,11%).